# There Will Be Blood
There Will Be Blood ([ðɛɹ wɪlˠ bi blɐd]; englisch für „Es wird Blut fließen“) ist ein US-amerikanisches Filmdrama aus dem Jahr 2007. Regie führte Paul Thomas Anderson, der auch das Drehbuch schrieb. Der Film basiert dabei lose auf dem Roman Oil! von Upton Sinclair (1927). 
Angesiedelt in Südkalifornien um 1910, handelt der Film vom Leben eines Mannes, der sich durch Fleiß, Entschlossenheit und skrupellose Methoden vom kleinen Schürfer zum erfolgreichen Ölunternehmer und Multimillionär hocharbeitet. Gleichzeitig beschreibt der Film seine Auseinandersetzung und Feindschaft mit einem evangelikalen Prediger, der mit ihm um Macht und Einfluss ringt. Anderson bestritt, dass der Film als Metapher auf die Vereinigten Staaten und die Gegenwart zu verstehen sei. Dennoch begriff die Kritik als Themen des Werks vor allem die Kehrseite des Reichtums und die Verknüpfung von Öl, Kapitalismus und Religion in Amerika. Die Hauptrolle spielt Daniel Day-Lewis, dessen Leistung mit mehreren Preisen bedacht wurde. Viel Lob erhielt auch das avantgardistische Musikkonzept des Komponisten Jonny Greenwood.

## Geschichtliche Einbettung
1854 gelang es erstmals, aus Erdöl das damals so bezeichnete Petroleum zu raffinieren. Dieses löste Waltran als Hauptbrennstoff für Öllampen ab und führte zu einem enormen Boom in der Erdölförderung. In den Vereinigten Staaten galt das Prinzip, dass Bodenschätze durch den abgebaut werden dürfen, der das darüberliegende Land besitzt. Wenn irgendwo ruchbar wurde, dass man Öl gefunden hatte, strömten in der Regel Scharen von Ölsuchenden an den Ort und versuchten, oft auf Kleinstparzellen, ihr Glück. Die Vorräte waren auch wegen unfachmännischer Fördermethoden jeweils rasch aufgebraucht, und die Ölsucher zogen weiter. Bei neuen Funden des „Schwarzen Goldes“ wiederholte sich das Phänomen. Überproduktion und Knappheit wechselten sich ab und führten zu sehr starken Preisschwankungen für Rohöl. John D. Rockefeller konsolidierte mit seiner Standard Oil den Markt, indem er Raffinerien, Bahnen und Rohrleitungen teils heimlich unter seine Kontrolle brachte. Als Großkunde konnte Standard Oil bei unabhängigen Bahnen Nachlässe bei den Frachtkosten erwirken. Raffinierende Mitbewerber kaufte Standard Oil entweder auf oder unterbot sie in ihrer Region preislich, um sie in den Ruin zu treiben. Den unabhängigen Produzenten, die das Rohöl aus dem Boden zogen, konnte es die Preise diktieren. Wegen seiner Geschäftspraktiken war das in den Vereinigten Staaten marktbeherrschende Unternehmen sehr verhasst.
Gegen Ende des 19. Jahrhunderts begann elektrisches Licht die Kerosinlampen abzulösen, doch die Erfindung des Verbrennungsmotors und seine Verwendung in Fahrzeugen und Schiffen ließen die Nachfrage nach Öl stärker anschwellen als je zuvor. Neue, weit größere Vorräte entdeckte man um 1900 in Texas und Kalifornien. In diesen Staaten konnten sich von Standard Oil unabhängige Produzenten etablieren, die Förderung, Transport und Raffination integrierten, und Kalifornien schützte seine Ölwirtschaft mit Zöllen. Zum dort größten Akteur entwickelte sich die Union Oil, und Standard versuchte, in der kalifornischen Ölproduktion Fuß zu fassen.

## Handlung
Im Jahr 1898 schürft der Silbersucher Daniel Plainview alleine in einer abgelegenen Mine. Auch ein Beinbruch nach einem Sturz in den Schacht hält ihn nicht davon ab, silberhaltige Brocken an sich zu nehmen und sich ins nächste Dorf zu schleppen. Fortan humpelt er. Vier Jahre später ist er ins Ölgeschäft umgestiegen. Mit einer Handvoll Angestellten unternimmt er als Prospektor in der Wüste eine erfolgreiche Probebohrung. Nachdem ein herabstürzender Holzbalken einen Mann erschlagen hat, nimmt Plainview dessen Säugling an sich und zieht ihn, durchaus liebevoll, als sein Kind auf.
1911 ist Daniel Plainview als Ölmann etabliert. Sein alltägliches Geschäft besteht darin, Land, unter welchem er Öl vermutet, den Kleingrundbesitzern billig abzuluchsen. Um deren Herzen leichter zu gewinnen, stellt er sich jeweils als vertrauenswürdiger Familienmensch und Witwer vor und gibt seinen mittlerweile zehnjährigen Zögling H. W. als seinen leiblichen Sohn aus. Eines Tages taucht bei ihm Paul Sunday auf und verkauft ihm sein Wissen über reiche Ölvorkommen auf einer Ranch im darbenden südkalifornischen Ort Little Boston, die seiner vermeintlich ahnungslosen Familie gehört.
Plainview begutachtet heimlich das Land und unterbreitet dem alten Sunday ein minderes Angebot, doch Pauls Zwillingsbruder Eli hält im Wissen um das Öl seinen verkaufsbereiten Vater davon ab und treibt den Preis hoch. Um sich den exklusiven Zugriff auf das Vorkommen zu sichern, will Plainview die übrigen Grundstücke erwerben. Indem er vor der Gemeinde eine Vision von Bewässerung, Bildung und Wohlstand ausmalt, die mit der Ölförderung einhergehen sollen, erreicht er den Verkauf des Landes. Eli, als Prediger im Dorf einflussreich, richtet an ihn Forderungen nach finanziellen Zuwendungen an seine Kirche, die Plainview zwar verspricht, aber nicht einhält. Ebenso übergeht er, entgegen seiner ursprünglichen Zusage, Elis Bitte, die Förderanlage vor ihrer Inbetriebnahme segnen zu dürfen. Bei Elis Vater Sunday setzt er durch, dass dieser seine Tochter Mary nicht mehr verprügelt, wenn sie nicht betet. Mit Verachtung beobachtet er, wie Eli beim Gemeindegottesdienst mit furiosen Worten und Gesten eine scheinbar wunderheilende Geistesaustreibung inszeniert. Als eines Tages ein Arbeiter von einem Bohrgestänge erschlagen wird, nutzt Eli das aus, um Geld für den Bau einer Kirche zu fordern, doch auch diesmal erreicht er nur ein leeres Versprechen. Ein weiterer Unfall ereignet sich, als eine Gasexplosion den Bohrturm in Flammen aufgehen lässt und H.W. dabei sein Gehör verliert. Als Eli bei Plainview versprochenes Geld eintreiben will, schlägt ihn dieser zusammen und drückt ihn in eine schlammige Pfütze mit dem Vorwurf, dass Eli und dessen Gott seinen Sohn nicht beschützen konnten.
Wenig später taucht ein Mann auf, der angibt, Plainviews lange verschollener Halbbruder Henry zu sein. Bislang war er Landstreicher und häufig im Gefängnis, nun hat er von Plainviews Erfolg gehört und sucht Arbeit. Plainview bietet ihm welche an, schickt den tauben H.W., mit dem er nicht mehr zurechtkommt, gegen dessen Willen in ein Internat und nimmt an seiner Stelle nun „Henry“ zu seinen geschäftlichen Sitzungen mit. „Henry“ wird sein vertrauter Freund. Sie reisen zu einem Treffen mit Vertretern von Standard Oil, die Daniel viel Geld für sein erschlossenes Ölfeld anbieten, mit dem Hinweis, er hätte dann Zeit für seinen Sohn. Plainview verbittet sich zornig jede Einmischung in seine Familienangelegenheiten und geht. Kurz darauf schließt er einen Handel mit Union Oil ab, an die er sein Öl über eine Rohrleitung liefern und so die hohen Bahnfrachtkosten umgehen wird. Aufgrund eines Verdachts stellt er bei der Rückreise „Henry“ nachts mit vorgehaltener Waffe zur Rede. Er sei mit dem echten Halbbruder befreundet gewesen, gesteht der vermeintliche „Henry“, und habe nach dessen Tuberkulosetod dessen Identität angenommen. Er habe Plainview aber nie geschadet, sondern sei sein Freund. Wortlos erschießt und verscharrt Plainview den Mann.
Ein Stück Land, das Plainview für den Bau der Rohrleitung zwingend benötigt, gehört Mr. Bandy, der zu Elis treuen Anhängern gehört. Bandy weiß offenbar um den Mord an „Henry“ und fordert für die Verpachtung seines Landes Plainviews Beitritt zu Elis Kirche. Der Ölmann unterzieht sich nur widerwillig dem Taufritual vor der Gemeinde, das Eli zur Demütigung Plainviews nutzt und mit Schlägen in dessen Gesicht grotesk inszeniert. Plainview muss vor allen eingestehen, dass er sein Kind im Stich gelassen hat, was ihn sichtbar aufwühlt. Dafür kann er die Leitung bauen. Obwohl er H.W. aus dem Internat zurückkommen lässt, bleibt dieser ihm fremd. Eli wiederum bricht nach dem Wachstum seiner hiesigen Gemeinde auf, um in weiteren Ölfördergebieten zu missionieren.
Viele Jahre später, 1927, lebt Plainview alleine und als starker Trinker nur mit einem seiner Mitarbeiter in einem großen Anwesen an der Küste, mit eigener Bowlingbahn. Der erwachsen gewordene H.W. hat inzwischen Elis Schwester Mary geheiratet, bekundet seine Liebe zu Plainview und möchte sich als Ölunternehmer in Mexiko selbstständig machen. Plainview, der dies als Verrat empfindet, verhöhnt ihn und verrät, dass H.W. nicht sein leiblicher Sohn sei, sondern ein zweckdienliches Findelkind. Er sei weniger wert als ein Bastard. H.W. nimmt diese Verletzungen hin, stellt fest, er sei froh, nichts von Plainview an sich zu haben, und verlässt ihn. Plainview bleibt wütend und ohne H.W. zurück.
Wenige Jahre später, nach Ausbruch der Großen Depression, erhält Plainview unerwartet Besuch von Eli Sunday. Der Prediger hat heimlich mit dem Vermögen seiner Kirche spekuliert und es beim Börsenkrach verloren; er sucht finanzielle Rettung und bietet Plainview ein Grundstück an, das er für noch unerschlossen hält. Plainview nutzt die Gelegenheit, Eli zu demütigen. Er verlangt von ihm, laut und wiederholend das Bekenntnis „Ich bin ein falscher Prophet und Gott ist nur ein Aberglaube“ auszurufen. Voll Hohn erklärt er danach dem Prediger, dass das fragliche Land wertlos sei, da er das darunterliegende Öl längst von den benachbarten Grundstücken aus gefördert habe. Er steigert sich, unter Alkohol und mit Hassgefühlen, in seinen Triumph und seine Wut hinein und erschlägt Eli schließlich mit einem Bowling-Pin. Als ihn sein Mitarbeiter neben der Leiche sitzend findet, sagt er nur: „Ich bin fertig.“

## Herstellung und Veröffentlichung

### Drehbuch
Anderson schrieb an einer Geschichte über die Fehde zweier Familien in der Wüste. Die Ausgangslage gefiel ihm sehr, doch was den Fortgang betraf, trat er auf der Stelle. Bei einer Europareise stieß er in einem kleinen Londoner Buchladen auf Upton Sinclairs Roman Oil! (1927). Der Roman ist teilweise vom Leben des Ölmagnaten Edward L. Doheny inspiriert. „[…] ich hatte genug gute Sachen aus meiner eigenen Geschichte. Und dann kamen aus dem Buch alle notwendigen Aspekte, um daraus ein rundes Ganzes zu machen. Mir war bis dahin eben einfach nicht klar gewesen, worüber genau ich in meiner Geschichte schrieb.“ Er ließ nur die ersten 150 bis 200 Seiten des Romans einfließen, für den Rest hatte er keine Verwendung. Dass der Roman weder besonders gut noch bekannt sei, fand er hilfreich, denn so bestanden keine großen Erwartungen. Später stellten die Rezensenten des Films fest, dass er sich sehr weit vom Roman entfernt habe und der Film mehr Unterschiede als Gemeinsamkeiten mit ihm aufweise; er habe von Sinclairs sozialkritischen Anliegen fast nichts übernommen, allenfalls noch die Atmosphäre des Romans.

### Projektierung
| Figur               | Darsteller        | Deutscher Sprecher |
| ------------------- | ----------------- | ------------------ |
| Daniel Plainview    | Daniel Day-Lewis  | Frank Glaubrecht   |
| Eli und Paul Sunday | Paul Dano         | Timmo Niesner      |
| Henry               | Kevin J. O’Connor | Olaf Reichmann     |
| Fletcher            | Ciarán Hinds      | Bernd Rumpf        |
| H.W. (Kind)         | Dillon Freasier   | David Wittmann     |
| H.W. (Erwachsener)  | Russell Harvard   |                    |

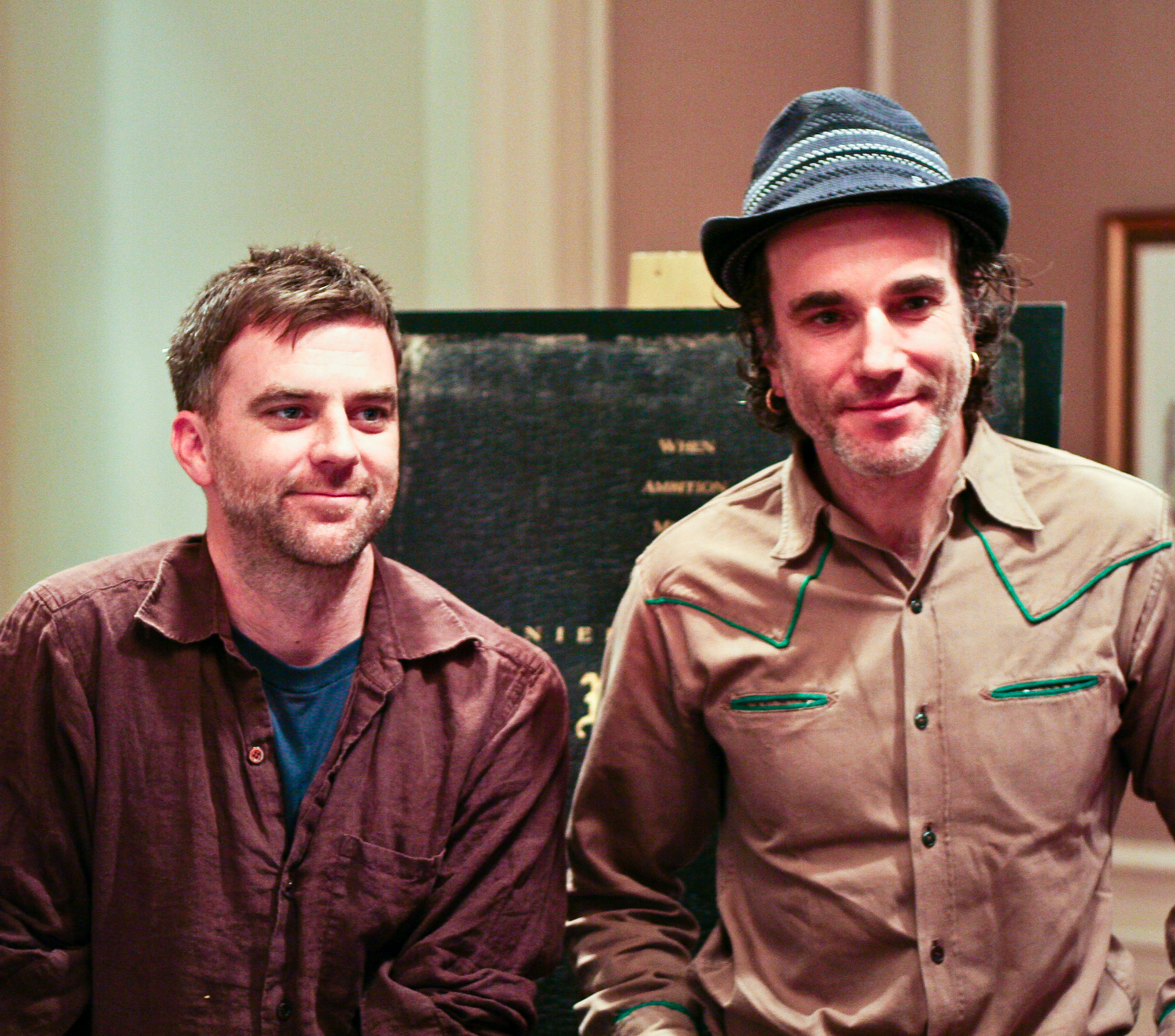
Paul Thomas Anderson (links) und Daniel Day-Lewis 2007

Anderson stellte sich schon beim Verfassen des Drehbuchs Daniel Day-Lewis als ideale Besetzung vor. Er habe nicht gewagt, an den Schauspieler mit einem unfertigen Buch heranzutreten, weshalb er zwei Jahre für die Niederschrift verwendete. „Ich spürte in seinen Arbeiten einen ähnlichen Ansatz, wie meiner ist, die gleiche Besessenheit, die gleiche Leidenschaft.“ Tatsächlich wird beiden nachgesagt, dass sie sich rückhaltlos in ihre Projekte stürzen. Seinen letzten Film hatte Anderson 2002 abgeschlossen, und Day-Lewis hatte in den vorangegangenen zehn Jahren gerade mal vier Filmrollen. Der britische Schauspieler bezeichnete sich als faul und erklärte, in seinem Rhythmus bleiben zu wollen, um die Freude an der Arbeit nicht zu verlieren.
Ein erster Versuch, die Mittel für das Projekt unabhängig von den großen Studios aufzutreiben, schlug fehl, und man verschob die für Sommer 2005 vorgesehenen Dreharbeiten. Day-Lewis, der bereits Nachforschungen zu seiner Figur und dem Ölgeschäft angestellt hatte, verzichtete auf andere Angebote und hielt sich weiterhin frei. Anfang 2006 wurde bekannt, dass Paramounts Studiofilm-Abteilung, Paramount Classics, den Film produzieren werde. Paramount und Miramax finanzierten den Film, wie mehrere andere Projekte, zu je 50 % und teilten sich den Vertrieb regional auf. Die US-Vertriebsrechte erhielt Paramount Vantage, für den Rest der Welt Miramax.
Anderson war beim Schreiben klar, dass für einen solchen Stoff kein großes Budget zu erwarten war, so dass er sich Beschränkungen auferlegte. Im Kern ist der Film für ihn ein Bühnenstück, dessen Kamera in die Landschaft hinausgeht, so dass zu geringen Produktionskosten ein teuer und groß erscheinendes Abenteuerepos entsteht. Etwas aufwändiger war nur die Sequenz mit der brennenden Ölquelle, doch auch für sie benötigten sie nicht mehr als fünf Tage. Die Produktionskosten des Films beliefen sich Schätzungen zufolge auf 25 Millionen US-Dollar.

### Dreh
Vor den Dreharbeiten sah sich Anderson mehrmals Der Schatz der Sierra Madre (1948) von John Huston an, ein Abenteuer um gierige Goldsucher, die Unglück und Tod finden. Anderson schwärmte von Hustons Film und bekannte sich zu dessen Einfluss auf There Will Be Blood. Hilfreich waren alte dokumentarische Filmaufnahmen von Bohrmannschaften bei der Arbeit. Mitte Mai 2006 begann der Dreh. Paul Dano war lediglich für die kleine Nebenrolle des Paul Sunday engagiert. Bald nach Drehbeginn trennte man sich vom Darsteller, der Eli Sunday spielen sollte, und vertraute die Rolle ebenfalls Dano an, der nun beide Brüder verkörperte.
Wie bei allen anderen vier Filmen von Anderson war der um 20 Jahre ältere Robert Elswit lichtsetzender Kameramann. Anderson pflegte eine Arbeitsweise, bei der er den Schauspielern viel Freiraum ließ und ungewöhnliche Ansätze ausprobierte. Er ließ den Dingen ihren Lauf, und wenn etwas nicht überzeugte, brach er ab und begann von Neuem. Einige Mitwirkende, insbesondere Teile der Präzision und Organisation gewohnten Kameracrew, hatten Mühe, sich darauf einzulassen, und wurden ersetzt. Zudem gingen Proben und Aufnahmen fließend ineinander über, ein Storyboard gab es nicht.
Die Gefährlichkeit der Grubenarbeit machte vor der Filmequipe nicht halt: In der alten Mine in Texas, in der sie die Eröffnung des Films drehten, führte Day-Lewis die Stürze selbst aus und brach sich eine Rippe. Bis auf eine digital erzeugte Explosion entstand die Szene mit dem abbrennenden Bohrturm pyrotechnisch. Dabei brannte der Turm, der während Monaten in der heißen Sonne gestanden hatte, rascher ab als geplant, und eine Reihe geplanter Aufnahmen fiel daraufhin aus. Dennoch war Anderson mit der Sequenz zufrieden.
Die Landschaftsaufnahmen des in Südkalifornien angesiedelten Films entstanden hauptsächlich im texanischen Marfa. Es handelt sich um dieselbe Ranch, die als Schauplatz für das Öldrama Giganten (1956) diente. Den Ort zeichnet aus, dass man auf einem Hügel stehen und in allen Himmelsrichtungen überhaupt nichts sehen kann. Für die letzten Sequenzen des Films, die den alten Plainview in seinem Anwesen zeigen, diente die einst vom Ölunternehmer Edward Doheny gebaute Villa Greystone Mansion in Beverly Hills als Drehort. Anderson und Ausstatter Jack Fisk waren vom Genius loci des Anwesens angetan. Beim für die Aufnahmen verwendeten „Öl“ handelt es sich um mit Lebensmittelfarbstoff geschwärzte, für die Landschaft unbedenkliche Methylzellulose. Der Abspann gibt bekannt, dass die Filmherstellung dank Kompensationen unter dem Strich CO2-neutral gewesen sei.

### Veröffentlichung
Die Fachpresse bezweifelte vor dem Kinostart die Marktgängigkeit der Produktion. Das Branchenblatt des US-Films, Variety, hob hervor, dass zweieinhalbstündige, unabhängig produzierte, männlich ausgerichtete Filme in der Zeit davor nicht erfolgreich waren. Die Weltpremiere fand am 27. September 2007 an den noch jungen Filmfestspielen Fantastic Fest im texanischen Austin statt. Am 26. Dezember 2007 kam der Film in den Vereinigten Staaten in die Kinos. Er nahm am Wettbewerb der Berlinale 2008 teil und lief am 14. Februar 2008 in Deutschland und Österreich an. Der Streifen erreichte 151.000 deutsche Kinobesucher und spielte weltweit 76 Millionen Dollar ein, davon 40 in Nordamerika.

## Stilmittel

### Musik
Die für den Film neu geschriebenen Musikstücke komponierte der englische Musiker und Komponist Jonny Greenwood, Gitarrist der Band Radiohead. Die verwendeten, bereits existierenden Stücke sind Arvo Pärts Fratres für Cello und Klavier (1977), der dritte Satz aus Brahms’ Violinkonzert in D-Dur sowie Teile aus Greenwoods Popcorn superhet receiver (2004). Das musikalische Konzept erinnerte Rezensenten an György Ligeti, Krzysztof Penderecki, Philip Glass, Michael Nyman, Tōru Takemitsu, oder die sperrigeren Werke Aaron Coplands. Sie bezeichneten den Stil als avantgardistisch-sinfonisch, atonal und oft repetitiv.
Anderson und Greenwood wollten sich auf Instrumente aus der Handlungszeit beschränken. Der Komponist machte sich über die damalige amerikanische Kirchenmusik kundig. In den abgelegenen, isolierten Gemeinschaften gab es oft nur kleine Kammergruppen, so dass er einen Teil der Tonspur mit Kammerstücken versah; den Rest bestritt er mit Orchesterwerken. Die beiden einigten sich darauf, das Publikum durch Unstimmigkeiten, Zögern und Unvollkommenheiten zu verstören, durch Musik, mit der etwas nicht ganz stimmt, die andeutet, dass etwas Dunkles vor sich geht. Sie wurde umschrieben als ein giftiges Motiv, dissonante, lange gehaltene Töne, die wie heulende Alarmsirenen Unheil verheißen, ein unheimliches Sirren, und als eindringliche, verzerrte Klänge, fast Schreie, welche die Plainview innewohnende Gefahr, Verquältheit und Selbstzerstörung betonen. Schon zu Beginn gingen Celli und Kontrabässe in die Magengrube und versetzten das Publikum in eine Demutshaltung. Die Musik trage dazu bei, der dargestellten Epoche des Aufbruchs den Optimismus auszutreiben, schaffe ein durchdringendes Unbehagen und teile dem Publikum mit, dass im Film untergründige Kräfte wirkten.
In seiner Besprechung der Filmmusik-CD wertete der film-dienst die Musik als eine Ausnahmeerscheinung, „wütend, zum Widerspruch reizend, dabei aber gleichzeitig anrührend, eigentlich unhörbar“. Variety befand, sie vertiefe Stimmungen und Bedeutungen des Films und verleihe ihnen mehr Geheimnis, sei entdeckerisch und waghalsig und unterstreiche ihrerseits die Ernsthaftigkeit des Films. Cinema musica stellte fest, das Neue sei von hoher Qualität, und das Herkömmliche werde innovativ verwendet und harmonisch eingefügt. Die gefühlsergreifende Musik habe viel Tiefe, sei hervorragend, „eine der ungewöhnlichsten Kompositionen des Jahres“, und könne unabhängig vom Film bestehen.

### Bild
Der Film wurde im Bildverhältnis 2,40:1 anamorph auf Filmmaterial gedreht. Bei ganz wenigen Einstellungen, zum Beispiel als Plainview mit H.W. Zug fährt, benutzte Elswit das Objektiv einer Pathé-Kamera von 1910, die Anderson vor Jahren gekauft hatte. Zahlreiche Einstellungen zeigen Figuren und Landschaft entweder in Untersicht oder in starken Aufsichten. Das dargestellte Land ist öde, kahl und trostlos, und macht die Menschen klein. Film Comment meinte, die historischen Hütten, Behelfsbauten und Anlagen beim Ölfeld seien perfekt nachgebaut, ungeziert und erhielten ihre mächtige Lebhaftigkeit durch Farbe, Struktur und eine genau dosierte Menge auf sich aufmerksam machender Details. Für die Cahiers du cinéma ist es offensichtlich, dass die Macher große Bilder gesucht haben: Das Breitformat vereine weite Räume und große Gesichter. Gemäß Positif führt dieses Gegenschneiden von Gesichtern mit der Weite der Landschaft wie ein Epos unablässig vom Kosmischen zum Intimen. Von zwielichtiger Düsterkeit ist oft die Ausleuchtung, die Schwarz, Grau und Dunkelbraun betont und den Eindruck erzeugt, dass die Hauptfigur die Gruben später als Geschäftsmann nie verlassen hat. Auch über der Erde vermittelt der rauchende, brennende Bohrturm eine höllische Atmosphäre. Bei der Bildkomposition der Schlussszene auf der Kegelbahn orientierte sich Anderson an der Symmetrie und Bedrohlichkeit mancher Einstellungen aus den Filmen Stanley Kubricks; das Bild erfasst den Raum vom Boden bis zur Decke. Sight & Sound wertete den Stilbruch durch diese Innenszenen als den größten Makel des Werks.

### Inszenierung und Dramaturgie
There Will Be Blood unterscheidet sich deutlich von Andersons vorangegangenen Filmen, die Figurenensembles im Los Angeles der Gegenwart präsentierten. Viele sahen in diesem Werk eine Abkehr vom Postmodernismus und von einer sich ihrer selbst bewussten Auteurschaft zurück zu einer klassischen Erzählform, ein Ende der cinéphilen Obsession, einen Ausstieg aus der Begrenztheit des Zitats und damit eine Ausweitung des Feldes. Das Werk sei weder Western, Epos noch Tragödie, weise aber Elemente aller dieser Genres auf. Der Regisseur erzähle sehr direkt, ohne Ironie und stilistische Eigenheiten, hieß es, ohne Melodramatik, in einem lakonischen Tonfall, meistens bedächtig und meditativ, unterbrochen durch ruppige Ausbrüche von Wut, Wahn und Tiraden der Figuren. Anderson wollte so einfach und prosaisch wie möglich erzählen: „Ich hoffe, der einzige Stil in diesem Film ist der ‘Stil’ von Daniel Plainview. Der Filmemacher soll dem aus seiner Perspektive stilistisch nichts hinzufügen. Man muss versuchen, dem Antrieb und dem Ehrgeiz und der Disziplin dieses Mannes so gut es geht zu folgen.“
Ein paar Fragen, über die Plainview lieber schweigt, lässt die Erzählung offen, und das Publikum im Dunkeln über H.W.s Herkunft – es bleibt unklar, ob der 1902 verunfallte Mann sein Vater war, nichts ist über die Mutter bekannt und ebenso wenig darüber, was Plainview 1927 veranlasst, zu behaupten, H.W. sei ein Bastard. Und als Eli das erste Mal auftaucht, sind Plainview und H.W. so verwundert wie das Publikum: Ob Eli Sunday ein Zwilling von Paul Sunday ist oder Eli jemanden hinters Licht führt, beantwortet der Film nie zur Zufriedenheit.
Der Titel entstammt dem Alten Testament, Exodus 7,19: „…dass im ganzen Land Ägypten Blut sei“. Er kündigt an, dass Plainview auf etwas anderes stoßen wird, als wonach er sucht. Die 1898 und 1902 spielenden Eröffnungssequenzen dauern zusammen fast eine Viertelstunde und kommen ohne Dialoge aus. Die verbale Stummheit, die dunklen Bilder, die keinen Blick in Plainviews Gesicht gewähren, und die nicht naturalistische Musik blenden seine soziale Identität aus. Im Mittelpunkt stehen die Arbeit, Werkzeuge, die gewonnenen Ressourcen. Wo Nahaufnahmen vorkommen, gelten sie Dingen und nicht Menschen und verdeutlichen, worauf Plainviews Denken ausgerichtet ist. Diese Einführung vermittelt unverzüglich den Charakter der Hauptfigur: Dass er kein normaler Sterblicher ist, dass er in einer abschreckenden Umgebung entschlossen und unaufhaltsam sein Vorhaben umsetzt. Manche sahen inszenatorische Ähnlichkeiten zwischen den Eröffnungen von There Will Be Blood und Kubricks Film 2001 (1968). Landschaft und Tonspur stellten ein „Darwinsches Kontinuum“ zwischen Kubricks mordenden Affen und Daniel Plainview her, und verliehen dem Erdöl die geheimnisvolle Kraft von Kubricks schwarzem Obelisken.
Über die folgenden zwei Stunden lebt Plainview seine Entschlossenheit weiter aus, ungehindert durch Moral oder soziale Gewohnheiten. Anderson „packt seine Zuschauer, so schnell es geht, dann zieht er, Szene für Szene, die Schrauben fester an“. Hatten seine früheren Werke wie Magnolia und Boogie Nights noch Momente der Katharsis gehabt, nach deren Bewältigung Hoffnung keimte, fehle das hier völlig. Der Fortgang der Erzählung ist geprägt durch den Zweikampf zwischen Plainview und Eli, durch eine lange Reihe gegenseitiger Demütigungen. Wie ein Riss, meinte die New York Times, ziehe sich eine Spannung zwischen Realismus und theatralischem Spektakel durch den Film und verleihe ihm eine gewaltige Unruhe. Man werde vom charismatischen Plainview beständig angezogen und abgestoßen.

### Darstellung der Hauptfigur
Der gemeinsame Nenner der von Daniel Day-Lewis übernommenen Rollen, so beobachtete Hedden (2008), sei das Außenseitertum, die Entfremdung, ob sozial, politisch, körperlich oder psychisch bedingt. Darin sei Plainview keine Ausnahme. Er ertrage es nicht, ein Individuum in einer Gesellschaft zu sein, und sehe in anderen Menschen Hindernisse, die es zu umschiffen gilt. Dass andere Menschen einen eigenen Willen haben, erzürne ihn. Er bewegt seinen Unterkiefer und scheint ständig etwas zu kauen – wahrscheinlich Tabak, vielleicht knirscht er mit den Zähnen aus Verärgerung über die Frechheit anderer Menschen, sich ihm in den Weg zu stellen. Er braucht niemandem offen zu drohen, weil seine Gegenwart an sich schon bedrohlich ist; von seinen Fäusten über den Blick und das Lächeln bis zu seiner Diktion ist alles eine Waffe. Seine langsame, fast hypnotische Aussprache verrät, dass er genau weiß, was er will, und keine abschweifenden Gefühle zulässt. „Jede Äußerung, die er von sich gibt, ist offensichtlich vorbereitet, jeder gesprochenen Antwort geht ein stiller Takt sorgfältiger Überlegung voraus, wie er das Gewollte am besten erreicht.“ Etliche angelsächsische Kritiker behaupteten eine starke Ähnlichkeit von Day-Lewis’ Sprechweise mit jener von John Huston in seiner Rolle in Chinatown (1974). Bei der sorgfältig artikulierenden, düsteren, gebieterischen Diktion sei es „gut möglich“ oder „offensichtlich“, dass Huston ein Modell abgegeben habe. Day-Lewis legte offen, sich bei seiner Suche nach alten amerikanischen Stimmen Huston angehört zu haben, und gestand ein, dass er womöglich zu vieles von ihm übernommen habe.

## Deutungen
Anderson betonte nach der Premiere in zahlreichen Gesprächen, bei der Entwicklung der Geschichte habe er sich ganz aufs Elementarste konzentriert: Den instinktgeleiteten Kampf zwischen zwei Männern. Die Handlung sei nicht spezifisch amerikanisch, und es gehe weder um Öl, Kapitalismus noch Religion. Er lebe zwar im Jahr 2007 und sei nicht dumm, doch die politischen Aspekte von Sinclairs Roman habe er ausgespart, weil Bücher dafür besser geeignet seien als Filme. Die meisten politischen Filme seien langweilig, daher habe er einen politischen Film, der die Dinge frontal angeht, strikt vermieden. Er wollte konkret, bescheiden und auf dem Boden bleiben, und nicht predigen, nur das „Raufen zweier Bengel“ zeigen.
Mehrere Kritiker stellten fest, dass der Film die Themen nicht offen ausspreche, nicht didaktisch sei und „ohne agitatorischen Zungenschlag“ auskomme. Weder spiele er mit der Aktualität, noch dränge er dem Zuschauer die potenziellen Bezüge zu ihr auf, der Stoff sei jedoch allegorienfreundlich.

### Fluch des Reichtums
Ein böser Geist wird aus der Flasche gelassen: „Plainview ähnelt einem Monster, das bohrt und bohrt, bis der Teufel den Weg nach oben gefunden hat.“ Die Natur rächt sich für ihr angetane Gewalt, indem sie die Menschen feindseliger werden lässt. So wie in Märchen die Helden für erhaltenen Reichtum ihre Seele hergeben müssen, bezahlt Plainview mit Gefühlskälte, denn vorhandene Konkurrenten und Neider zwingen ihn zu einem Misstrauen, das ihn gegen die Zuneigung anderer Menschen abschottet. Als extremer Soziopath zerstört er entschlossen alle Bande mit anderen Menschen. Nach familiären Bindungen sehnt er sich ebenso, wie sie ihm widerstreben. Entsexualisiert, wie er ist, kann er nur dank einer „unbefleckten Empfängnis“, dank eines Findlings als Familienmensch auftreten.
Plainview ist jedoch kein Monster. Während Eli ihn der Zwangstaufe unterzieht, ist er ein Mensch, der gegen eine Erniedrigung ankämpft. Als unabhängigen Ölproduzenten verdrießen ihn auch die mächtigen Konzerne, die es darauf abgesehen haben, ihn auszukaufen. Vaterschaft scheint die einzige seiner Beziehungen zu sein, die nicht durch Verträge geprägt ist. Trotz seiner harschen Worte an H.W. am Ende des Films hat er mit seinem Ziehsohn in dessen Kindesalter zu oft geredet, gelacht, getollt und ihm die Welt erklärt, als dass dieses Verhalten unaufrichtig gewesen sein könnte.
Anderson sah keinen großen Unterschied zwischen Ölsuchern und Filmemachern: Beide bohrten und bohrten, ohne Gewissheit zu haben, worauf sie stoßen werden. Und wer einen Film herstellen wolle, müsse Leute bequatschen und zur Finanzierung überreden; manipulative Sprache sei ihm nicht fremd. Er verstand den Frust darüber, vom in harter Arbeit verdienten Umsatz die Hälfte für den Transport abgeben zu müssen. Wer für ein Studio einen Film drehe, habe die ganze Arbeit, und das Studio kassiere das ganze Geld. In der Hauptfigur sah er keinen Unmenschen und bekannte einige Sympathie für deren Ehrgeiz und Überlebenswillen. Die ersten Ölprospektoren hatten als Gold- und Silbersucher begonnen und waren nach dem Wechsel ins Ölgeschäft gezwungen, als Verkäufer viel mehr mit Menschen zu sprechen, als es ihrer Neigung, in Ruhe alleine zu arbeiten, entsprach. Hintergründig dachte Anderson das Werk als Horrorfilm und gestaltete Plainview teilweise nach dem Grafen Dracula. Man kann das Erdöl als das Blut der Erde ansehen, an dem sich der hagere Plainview labt, und ihn als eine Art Untoten, den ein Unfall in der Mine begraben hat, und von dem niemand weiß, wie er danach wieder unter die Lebenden gekommen ist.
Viele der historischen Ölmänner konnten auch dann nicht mit der Ölsuche aufhören, wenn sie es zu viel Reichtum gebracht hatten. Anderson hatte ihre Geschichten studiert: Nur wenige wurden glücklich, ihre Geschichten mit Skandalen, Bestechungen, Unfällen, Toten und zerrütteten Familien ähneln sich. Sie waren alle sehr strebsam, erreichten ihre Ziele und Wohlstand, waren jedoch nicht in der Lage, diesen Antrieb in sich zu bändigen. Mehrere Kritiker sprachen von einem Unternehmertyp, der für großen Reichtum vorbestimmt, aber dazu verdammt sei, ihn nicht genießen zu können. Seine einzige Daseinsbestimmung liege in der Arbeit. Man fand in der Figur Plainviews aber auch den Archetyp des amerikanischen Unternehmers, „irgendwo zwischen Dagobert Ducks erstem verdientem Kreuzer und der Garagenfirma von Bill Gates“. Der Mythos und Ursprung des Landes sei ein „Geschäftsmann, der seine Karriere nur sich selbst verdankt, und der Arglosigkeit derer, die er betrügt“. Der Film handle vom Fortschritt und von jenem Menschentypus, der ihn vorantreibt – einem Übermenschen nach Nietzsches Vorstellung.
Die Los Angeles Times wies darauf hin, dass im Verlauf der Erzählung Plainviews Kälte, Gleichgültigkeit und Verachtung fürs Menschliche zunehme. Sie schreibt dem Werk die Aussage zu, genau dies täten sich Führungskräfte in Wirtschaft und Religion an, wenn sie die Menschlichkeit in sich verleugnen, und Reichtum und Macht überbewerten. Die Time deutete: „Was Anderson mitteilt ist, dass wir, durch die Preisgabe des unschätzbaren natürlichen Reichtums dieser Nation an die Finanz, ein Paradies auf Erden zugunsten eines selbstsüchtigen Materialismus travestiert haben.“ Der Kritiker der Zeit bemühte den Film als Beleg für seine Ansicht, der Kapitalismus habe seinen Kredit verspielt. Allem Abstreiten Andersons zum Trotz sei es ein Film „über den Kapitalismus, der kriminell, über einen Wohlstand, der freudlos, und ein Wachstum, das zum Fetisch geworden ist“. Der Film stelle das geopferte Leben und den gewonnenen materiellen Gewinn gegenüber. Auch fragt Anderson nach dem Wert und Preis und der gegenseitigen Austauschbarkeit von Blut und Öl. Georg Seeßlen wies auf Plainviews moralische Ambivalenz hin: Er haut die Farmer übers Ohr, führt sie aber gleichzeitig aus dem Elend in die Moderne.
Es fielen zahlreiche Vergleiche mit den Filmklassikern Citizen Kane (1940), Giganten (1956) und Chinatown (1974), in denen pionierhafte, skrupellose Unternehmer sich ihren Weg bahnen. Ob Plainview am Ende nur äußerst exzentrisch oder geradeaus verrückt ist, seine Entwicklung ähnele jener Kanes: Eingeschlossen in einem einsamen Palast, falle er Schuld, Wahn und Alkoholismus anheim.

### Religion gegen Kapitalismus
Man hat bei Erscheinen von There Will Be Blood viele Parallelen zur Gegenwart gezogen: Zu den geostrategischen Ölinteressen der Vereinigten Staaten und den dabei gesehenen Großmachtallüren, zu seinen Großkonzernen und zum ausgeprägten evangelikalen Fundamentalismus. Gier und Glaube, Kirche und Kapitalismus, so Spiegel Online, seien bis heute unverändert die Antriebe der amerikanischen Gesellschaft. Sehr ähnlich formulierte die Süddeutsche Zeitung, Öl, Glauben, Kapitalismus und Kirche seien die „Grundformel für Amerika überhaupt“. Sie sieht die Geschichte eines Landes: „Zu Beginn gibt es nur Sand, Steine und schmieriges Zeug, das aus dem Boden quillt. Am Ende ist eine Industrie da, ein Land, mit Städten und Kirchen.“ Die New York Times las den Film als ein Kapitel aus der großen nationalen Geschichte von Entdeckung und Eroberung. Es sei ein epischer amerikanischer Albtraum, eine erschreckende Weissagung über das kommende amerikanische Jahrhundert.
Einige Kritiker stellten Gemeinsamkeiten der beiden Kontrahenten fest. Plainview predige ein neues Evangelium, das bald von einem weiteren Verkäufer angefochten wird. Eli huldige dem gleichen Fetisch wie Plainview: „Gierig bohrt er in verwirrten Seelen nach der Milch der frommen Denkungsart und führt sich die himmlisch Erlösten als irdische Beute zu.“ Wir sähen zu, wie Unternehmergeist und Religiosität zu Raubgier und Scharlatanerie degenerierten. Die Cahiers du cinéma verstanden Plainviews Kapitalismus und Elis Religion als im Wesentlichen gleich beschaffen – zwei Obsessionen, von denen sich jene Plainviews als die stärkere erweist, weil sie die entschlossenere und in ihrer Gefühlsarmut radikalere sei. Am Ende, als er sich von allen väterlichen, brüderlichen und freundschaftlichen Bindungen abgeschnitten hat, sei er frei, in dem Sinne, wie man im Neoliberalismus frei sein könne. Andere Kritiker fanden, dass die Art, wie H.W.s mutmaßlicher Vater dem Kleinkind Ölspuren im Gesicht aufträgt, den Anschein einer sakralen Salbung mache oder einer Taufe. Es bestehe eine unheilige Dreifaltigkeit von Öl, Geld und Religion. Es sei aber weder ein Geheimnis noch neu, dass Öl manche Leute verrückt werden lasse oder dass Religion als politischer oder finanzieller Hebel benutzt werde. Sight & Sound meinte, Anderson möge fundamentalistische Religion und räuberisches Geschäftemachen als Last auf Amerikas Schultern darstellen, verstehe sie aber eher als Rivalen denn verbandelt. Ihr psychologischer und körperlicher Kampf, so die Los Angeles Times, sei reine Barbarei. Dem Tagesspiegel erschienen die Gefechte zwischen Plainview und Sunday wie ein biblisches Duell zwischen Böse und Böse, zwischen „menschlich bankrott und teuflisch bigott“. Der Spiegel nannte den Streifen „eine Art ‚Dallas‘ für Intellektuelle“.
Es geht ums Entdecken und Erobern: Väter, Söhne, Brüder tragen in einer rauen, derben Welt männliche Machtkämpfe aus. Frauen sind fast ganz abwesend, und die Bohr- und Kirchtürme ragen als phallische Allegorie in den Himmel. Anderson beschrieb es als Wettstreit zwischen Bengeln, wer den Längeren habe. Es wäre für ihn eine Sünde gewesen, dem Film eine Liebesgeschichte aufzupfropfen.

## Bewertungen durch die Kritik
There Will Be Blood erhielt ein sehr gutes Presseecho, was sich auch in den Auswertungen US-amerikanischer Aggregatoren widerspiegelt. So erfasst Rotten Tomatoes 91 % Besprechungen und ordnet den Film dementsprechend als „Zertifiziert Frisch“ ein. Metacritic ermittelt eine durchschnittliche Bewertung von 93/100 entsprechend „Allgemeinem Kritikerlob“. Und They Shoot Pictures, Don’t They? setzt den Film auf Platz 161 der angesehensten Werken der Filmgeschichte.

### Einige US-Kritiken
Variety fand die Filmmusik außerordentlich originell und die dem 19. Jahrhundert entsprechenden Dialoge bemerkenswert, die etwas theatralisch und formaler, klarer und präziser seien, als man heute spreche. Day-Lewis gehe vollkommen in seiner Figur auf. Die übrigen Gesichter schienen einem zeitgenössischen Foto entstiegen, Paul Dano decke von höflichem Ehrerbieten bis schaumschlägerischer Entzückung alles ab, und H.W.-Darsteller Freasier sei wunderbar. Handwerklich und technisch biete der Film höchste Qualität. Allerdings stellt Variety fest, die Figur von Plainviews Assistenten Fletcher sei zu wenig in die Erzählung eingebunden, und das Ende könne verwirren. Der Hollywood Reporter lobte die kraftvolle Leistung Day-Lewis’ und meinte, der Film entwickle von Anfang bis Ende einen Sog, der uns allmählich und mit zunehmendem Schrecken in die verbitterte Weltanschauung der Hauptfigur hineinziehe.
Die Los Angeles Times urteilte, Day-Lewis spiele auf so hohem Niveau, dass die Nebendarsteller schlicht verblassten; nur Dano und Freasier könnten gegen ihn bestehen. Das Moralstück sei wunderbar fotografiert, mit einer überzeugenden Szenerie. „Das ist kein hübscher Film“. Der Kampf zwischen dem Ölmann und dem Prediger entfalte sich mit genug Extremismus und grotesker Gewalt, um die meisten Zuschauer zu erschüttern. Hinsichtlich Subtilität und Figurenzeichnung sei der Film beschränkt, was die Los Angeles Times auf die sozialistisch motivierte Romanvorlage und auf die Neigung des Films zurückführte, alles, auch die Figuren, auf die Spitze zu treiben. Das sei die Kehrseite der fürwahr großen Stärken des Werks. Die New York Times fand, Anderson erzähle eine Geschichte biblischen Ausmaßes über Gier und Neid. Dies sei sein Durchbruch, denn endlich enthalte sein Film, was seinen bisherigen fehlte: Ein großes Thema. Die Erzählung sei kohärent, gewinne an Fahrt und erzeuge unerträgliche Spannung. Day-Lewis’ Leistung zähle zu den besten je gesehenen; er scheine jede Zelle der Gestalt Plainview besetzt zu haben und fülle sie mit so viel Wut, dass er fast platze. Das Wochenmagazin Time erklärte, das sei einer der amerikanischsten Filme, die je gedreht wurden, und schön fotografiert. Daniel Day-Lewis stelle Plainview auf emporragende Weise dar; das Geniale daran sei, dass er mit Gemach und Geduld zeige, wie bei Plainview der Wahnsinn den Platz der ursprünglichen Vernunft einnehme. Besonders am Ende biete er die explosivste und unvergesslichste Darstellung, die auf der Leinwand je zu sehen war. Auch Paul Dano sei exzellent.

### Deutschsprachige Kritik
Die deutschsprachige Filmkritik fand lobende Worte für die musikalische Kombination, die zum „Eindrucksvollsten“ oder zum „Ungewöhnlichsten und Verstörendsten“ gehöre, was seit langem im Kino zu hören gewesen war, „sehr ambitioniert“ oder „toll“ sei. Für den film-dienst war in einer ansonsten begeisterten Besprechung der einzige Schwachpunkt, dass jede Einstellung nach epischer Größe giere, und den Spiegel-Rezensenten waren die langen Einstellungen ihres „angestrengten Kunstwillens“ wegen kaum erträglich. Die übrigen Kritiken sprachen von einem „ästhetischen Meisterstück“, einer „bildmächtigen Kulisse“, mit mächtigen, „geradezu wuchtigen Bildern“, roh, wuchtig, archaisch, donnernd und wuchtig. Von Wucht sprachen, bezogen auf den ganzen Film, noch weitere Kritiken, andere von einer „großen Geschichte“, die eine große Kraft entfalte. „Hier weht heftig der Mantel der Filmgeschichte,“ meinte Tobias Kniebe in der Süddeutschen Zeitung, das Werk sei „eines dieser großen und verstörenden Erlebnisse“. Einige Kritiken, etwa in epd Film und in der Welt, hielten Vergleiche mit Citizen Kane und anderen Klassikern für angemessen. Spiegel Online schätzte, die Herstellung dieses Brockens von Film müsse ein erschöpfender Kraftakt gewesen sein. Die überlebensgroßen Figuren und Situationen seien „imponierend, großartig, ermüdend und gleich wieder großartig,“ fand der Tagesspiegel, und die Berliner Zeitung bemerkte: „Manchmal ist das alles vielleicht ein wenig zu erhaben, zu gewaltig.“ Die Cinema bescheinigte dem Film Sperrigkeit und eine leichte Überlänge. Ähnlich befand die Welt, in der letzten halben Stunde sei er schwächer. Gemäß taz zeigt Anderson bei der Inszenierung ein gutes Gespür für den visuellen, physischen Einsatz von Landschaft und Schauspielern. Für Spiegel Online erzählt er auf grandiose Weise, zum Teil etwas zu elegisch.
Während der Tagesspiegel die zwischen Plainview und Eli Sunday ausgetragenen Kämpfe faszinierend und abstoßend zugleich fand, vermisste die Cinema unter den Figuren ein emotionales Zentrum. Im Urteil des Tagesspiegels ist die Leistung Day-Lewis’ und Danos absolut lobenswert; sie gäben ihren Figuren sehr klare Zeichnungen. Die Welt beschrieb die Spielweise des Hauptdarstellers als sehr körperlich und dominant, Kniebe als groß und zugleich wahnsinnig, für die Zeit ist er „hinreißend“. Gemäß epd Film stattet er seine Figur mit einer „ungeheuren Kraft, im Guten wie im Bösen“ aus. Spiegel, Standard und Cinema jedoch fanden sie manieriert, exaltiert oder wie eine überstilisierte Karikatur.

## Auszeichnungen
Daniel Day-Lewis erhielt den Golden Globe Award 2008 in der Kategorie Bester Hauptdarsteller – Drama; das Werk war als Bester Film – Drama nominiert. Insgesamt erhielt Day-Lewis 32 Nominierungen für Filmpreise und gewann davon 30. Das American Film Institute zählte There Will Be Blood zu den zehn besten Werken des Jahres 2007. Auf der Berlinale 2008 bekam There Will Be Blood zwei Silberne Bären: Neben der Regie wurde Greenwoods Musik als herausragender künstlerischer Beitrag geehrt. Des Weiteren erhielt der Film zwei Oscars, für den Besten Hauptdarsteller (Daniel Day-Lewis) und die Beste Kamera. Bei einer Nominierung blieb es in den Kategorien Bester Film, Beste Regie, Bestes adaptiertes Drehbuch, Bester Schnitt, Bester Tonschnitt wie auch Bestes Szenenbild. Zudem war der Streifen sowohl beim César wie beim David di Donatello für den Besten ausländischen Film vorgeschlagen. Als Film des Jahres 2008 wurde „There Will Be Blood“ mit dem Grand Prix de la FIPRESCI ausgezeichnet.
Tabellarische Übersicht der Auszeichnungen
| Preis                                                                 | Kategorie                      | Nominierte(r)                                    | Resultat     |
| --------------------------------------------------------------------- | ------------------------------ | ------------------------------------------------ | ------------ |
| 80. Oscar-Verleihung                                                  | Bester Film                    | Paul Thomas Anderson, Daniel Lupi, JoAnne Sellar | Nominiert    |
| 80. Oscar-Verleihung                                                  | Beste Regie                    | Paul Thomas Anderson                             | Nominiert    |
| 80. Oscar-Verleihung                                                  | Bester Hauptdarsteller         | Daniel Day-Lewis                                 | Gewonnen     |
| 80. Oscar-Verleihung                                                  | Bestes adaptiertes Drehbuch    | Paul Thomas Anderson                             | Nominiert    |
| 80. Oscar-Verleihung                                                  | Beste „Art Direction“          | Jack Fisk, Jim Erickson                          | Nominiert    |
| 80. Oscar-Verleihung                                                  | Beste Kamera                   | Robert Elswit                                    | Gewonnen     |
| 80. Oscar-Verleihung                                                  | Bester Schnitt                 | Dylan Tichenor                                   | Nominiert    |
| 80. Oscar-Verleihung                                                  | Bester Tonschnitt              | Matthew Wood, Christopher Scarabosio             | Nominiert    |
| American Film Institute Awards                                        | Top 10 Films                   |                                                  |              |
| Austin Film Critics Association Awards 2007                           | Top 10 Films                   |                                                  | Erster Platz |
| Austin Film Critics Association Awards 2007                           | Bester Film                    |                                                  | Gewonnen     |
| Austin Film Critics Association Awards 2007                           | Beste Regie                    | Paul Thomas Anderson                             | Gewonnen     |
| Austin Film Critics Association Awards 2007                           | Bester Hauptdarsteller         | Daniel Day-Lewis                                 | Gewonnen     |
| Austin Film Critics Association Awards 2007                           | Beste Kamera                   | Robert Elswit                                    | Gewonnen     |
| Austin Film Critics Association Awards 2007                           | Best Score                     | Jonny Greenwood                                  | Gewonnen     |
| Australian Film Critics Association                                   | Bester ausländischer Film      |                                                  | Gewonnen     |
| BAFTA Awards                                                          | Bester Film                    |                                                  | Nominiert    |
| BAFTA Awards                                                          | Beste Regie                    | Paul Thomas Anderson                             | Nominiert    |
| BAFTA Awards                                                          | Bestes adaptiertes Drehbuch    | Paul Thomas Anderson                             | Nominiert    |
| BAFTA Awards                                                          | Bester Hauptdarsteller         | Daniel Day-Lewis                                 | Gewonnen     |
| BAFTA Awards                                                          | Bester Nebendarsteller         | Paul Dano                                        | Nominiert    |
| BAFTA Awards                                                          | Beste Filmmusik                | Jonny Greenwood                                  | Nominiert    |
| BAFTA Awards                                                          | Bestes Produktionsdesign       | Jack Fisk, Jim Erickson                          | Nominiert    |
| BAFTA Awards                                                          | Beste Kamera                   | Robert Elswit                                    | Nominiert    |
| BAFTA Awards                                                          | Bester Sound                   | Matthew Wood                                     | Nominiert    |
| Broadcast Film Critics Association Awards 2007                        | Bester Film                    |                                                  | Nominiert    |
| Broadcast Film Critics Association Awards 2007                        | Bester Hauptdarsteller         | Daniel Day-Lewis                                 | Gewonnen     |
| Broadcast Film Critics Association Awards 2007                        | Beste Musik                    | Jonny Greenwood                                  | Gewonnen     |
| Directors Guild of America                                            | Beste Regie                    | Paul Thomas Anderson                             | Nominiert    |
| Golden Globe Award                                                    | Bester Hauptdarsteller (Drama) | Daniel Day-Lewis                                 | Gewonnen     |
| Golden Globe Award                                                    | Bester Film (Drama)            |                                                  | Nominiert    |
| Los Angeles Film Critics Association Awards                           | Bester Film                    |                                                  | Gewonnen     |
| Los Angeles Film Critics Association Awards                           | Beste Regie                    | Paul Thomas Anderson                             | Gewonnen     |
| Los Angeles Film Critics Association Awards                           | Bester Hauptdarsteller         | Daniel Day-Lewis                                 | Gewonnen     |
| Los Angeles Film Critics Association Awards                           | Bestes Drehbuch                | Paul Thomas Anderson                             | Zweiter      |
| Los Angeles Film Critics Association Awards                           | Beste Kamera                   | Robert Elswit                                    | Zweiter      |
| Los Angeles Film Critics Association Awards                           | Bestes Produktion Design       | Jack Fisk                                        | Gewonnen     |
| Los Angeles Film Critics Association Awards                           | Beste Musik                    | Jonny Greenwood                                  | Zweiter      |
| National Society of Film Critics                                      | Bester Film                    |                                                  | Gewonnen     |
| National Society of Film Critics                                      | Beste Regie                    | Paul Thomas Anderson                             | Gewonnen     |
| National Society of Film Critics                                      | Bester Hauptdarsteller         | Daniel Day-Lewis                                 | Gewonnen     |
| National Society of Film Critics                                      | Bestes Drehbuch                | Paul Thomas Anderson                             | Nominiert    |
| National Society of Film Critics                                      | Beste Kamera                   | Robert Elswit                                    | Gewonnen     |
| Screen Actors Guild Award                                             | Bester Hauptdarsteller         | Daniel Day-Lewis                                 | Gewonnen     |
| Writers Guild of America Award                                        | Bestes adaptiertes Drehbuch    | Paul Thomas Anderson                             | Nominiert    |
| Producers Guild of America Awards                                     | Bester Film                    |                                                  | Nominiert    |
| American Society of Cinematographers Awards                           | Beste Kamera                   | Robert Elswit                                    | Gewonnen     |
| Syndicat Français de la Critique de Cinéma et des Films de Télévision | Bester ausländischer Film      |                                                  | Gewonnen     |

2016 belegte There Will Be Blood bei einer Umfrage der BBC zu den 100 bedeutendsten Filmen des 21. Jahrhunderts den dritten Platz.
Die Deutsche Film- und Medienbewertung FBW in Wiesbaden verlieh dem Film das Prädikat besonders wertvoll.

### Gespräche
- Mit Paul Thomas Anderson im General-Anzeiger (Bonn), 14. Februar 2008, S. 27: „Wir hätten eigentlich elf Oscars verdient“
- Mit Paul Thomas Anderson im Hamburger Abendblatt, 14. Februar 2008, S. 9: Hut auf, Hut ab. Pfeife: ja oder nein?
- Mit Paul Thomas Anderson in der Süddeutschen Zeitung, 8. Februar 2008: Katholizismus ist Händewaschen nach dem Sex
- Mit Daniel Day-Lewis in der Frankfurter Rundschau, 20. Februar 2008, S. 21: „Ich mag es, mich in den Wahn zu stürzen“

### Kritikenspiegel
Positiv
- epd Film Nr. 3/2008, S. 39, von Sabine Horst: There Will Be Blood
- Filmdienst Nr. 4/2008, S. 27–28, von Rüdiger Suchsland: There Will Be Blood
- Frankfurter Allgemeine Zeitung, 9. Februar 2008, S. 33, von Verena Lueken: Ich bin ein Ölmann
- Neue Zürcher Zeitung, 14. Februar 2008, S. 45, Kurzkritik von Susanne Ostwald
- Spiegel Online, 8. Februar 2008, Berlinale-Tagebuch von Andreas Borcholte: Glaube, Gier und Gören
- Süddeutsche Zeitung, 7. Februar 2008, von Tobias Kniebe: Öl ist dicker als Wasser
- Der Tagesspiegel, 8. Februar 2008, S. 28, von Jan Schulz-Ojala: Dunkel das Leben, dunkel der Tod
- taz, 8. Februar 2008, S. 28, von Cristina Nord: Der große Boom von Little Boston
- Die Welt, 8. Februar 2008, S. 27, von Hanns-Georg Rodek: Ein Film wie „Citizen Kane“
- Die Zeit, 7. Februar 2008, von Thomas Assheuer: Der Wahnsinn des Kapitalismus

Eher positiv
- Berliner Zeitung, 9. Februar 2008, S. 27, von Anke Westphal: Gesalbte Gier
- Der Standard, 8. Februar 2008, S. 5, von Isabella Reicher: Blut, Schweiß – und Öl

Gemischt
- Cinema Nr. 3/2008, S. 68, von Heiko Rosner: There Will Be Blood bei cinema

Eher negativ
- Der Spiegel, Nr. 6, 2. Februar 2008, S. 136, Berlinale-Bericht von Lars-Olav Beier und Martin Wolf: Blut und Blüten